# イーピス

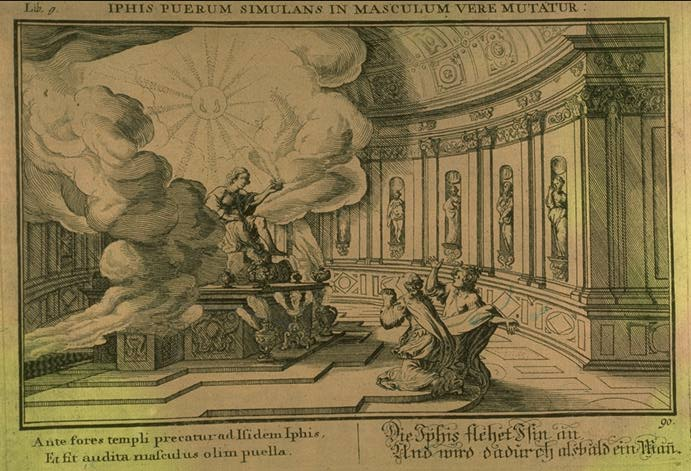
リグドスの娘イーピスとその母テレトゥーサ。女神イーシスがイーピスの性別を変える場面が描かれている。1703年版オウィディウス『変身物語』の挿絵。

イーピス（古希: Ἶφις, Īphis）は、ギリシア神話の人物である。男性名としても女性名としても用いられる。長母音を省略してイピスとも表記される。主に、
- アレクトールの子
- パトロクロスの捕虜
- リグドスの娘

のほか数名が知られている。以下に説明する。

## アレクトールの子
このイーピスは、アルゴス王アレクトールの子で、一説にカパネウスと兄弟。エテオクロス、娘エウアドネーの父。息子のエテオクロスはテーバイ攻めの7将の1人であり、娘エウアドネーは同じく7将の1人カパネウスの妻となった。
イーピスは7将の1人テューデウスから、アムピアラーオスをテーバイ遠征軍に加えられないかと相談を受けた。そこでイーピスはアムピアラーオスの妻エリピューレーにハルモニアーの首飾りを与え、彼女に協力を求めるよう助言をした。またテーバイ遠征が失敗に終わり、エウアドネーがゼウスの雷に打たれて死んだ夫の後を追おうとしたとき、イーピスは娘を説得しようとした。のちにカパネウスの子ステネロスが成長すると王位を譲り、プロイトス以来の王権はステネロスの子キュララベースの代まで続いた。

## パトロクロスの捕虜
このイーピスは、トロイア戦争でパトロクロスの捕虜になった女性。
『イーリアス』で語られている前日譚によると、アキレウスがエニューエウス王の支配するスキューロスを攻略した際に手に入れた女性で、パトロクロスに褒賞として与えられた。その後、アガメムノーンがアキレウスに和解の使者を送った夜、老将ポイニクスとパトロクロスはアキレウスの幕屋で休んだが、その際アキレウスにディオメーデーが、パトロクロスにイーピスがともに添寝したと語られている。『イーリアス』でイーピスが登場するのはこのシーンのみである。
なお、デルポイにはタソス島の画家ポリュグノートスによるトロイア陥落を描いた壁画があり、その中にブリーセーイス、ディオメーデーとともにイーピスの姿が描かれていたと伝えられている。

## リグドスの娘
このイーピスは、クレーテー島の都市パイストスに住むリグドスと妻テレトゥーサの娘である。両親に男として育てられた後に、神への祈りが通じて男に変身した物語がオウィディウスの『転身物語』に収録されている。
リグドスは妻が身ごもったとき、もし娘だったなら生活の重荷になるという理由で育てないことに決めた。テレトゥーサは懇願したが夫の意思は堅かった。ある夜、テレトゥーサの夢に女神イーシス（つまりイーオー）が現れ、男の子でも女の子でも安心して育てるように言った。果たして生まれてきたのは女の子だったが、テレトゥーサは女神の言葉を信じ、男の子と偽って育ることにした。リグドスは祖父の名前にちなんでイーピスと名付けたが、テレトゥーサはその名前が男にも女にも用いられる名前であるのを都合がいいと喜んだ。やがてイーピスが13歳になると、リグドスはイーピスをテレステースの娘イアンテーと婚約させた。これをきっかけにイアンテーはイーピスを愛するようになった。イーピスも自分が女であることを偽りつつもイアンテーを愛するようになったが、女同士では結婚できないと悩み苦しんだ。またテレトゥーサも結婚で露見することを恐れ、婚礼の日を何かと理由をつけて引き延ばした。そして結婚式の前日、イーシスの祭壇で嘆願した。その願いは聞き届けられ、イーピスは男に変身し、2人はめでたく結ばれた。

## その他のイーピス
- テスピオスの娘の1人[20]。
- ミュケーナイ王エウリュステウスの兄弟。アルゴナウタイに参加した[21]。
- キュプロス島の男。テウクロスの末裔に当たる美女アナクサレテーに恋するあまり自殺した[22]。